# Ivánbattyán
Ivánbattyán é um município da Hungria, situado no condado de Baranya. Tem 6,13 km² de área e sua população em 2019 foi estimada em 124 habitantes.